# La Concepción Enyege
La Concepción Enyege är en ort i Mexiko, tillhörande kommunen Ixtlahuaca i den västra delen av delstaten Mexiko. Orten hade 2 180 invånare vid folkräkningen 2010.